# Andy LaVerne
Andy LaVerne (auch: Andy Laverne, * 4. Dezember 1947 in New York City) ist ein US-amerikanischer Jazzmusiker (Piano, Komposition).

## Leben und Wirken
LaVerne studierte klassisches Klavier an der Juilliard School of Music, dem Berklee College of Music und dem New England Conservatory. Als Jazzmusiker war er Schüler von Bill Evans. Von 1973 bis 1975 tourte er mit der Bigband von Woody Herman, mit der auch erste Aufnahmen entstanden (Giant Steps, 1973). Nach Auftritten mit John Abercrombie und Miroslav Vitouš gehörte er von 1977 bis 1980 der Gruppe von Stan Getz an. In den 1980er-Jahren trat er mit Chris und Dan Brubeck als Brubeck-LaVerne-Trio auf.
Seit den 1980er-Jahren konzentrierte sich LaVerne zunehmend auf die Unterrichtstätigkeit. Es erschienen mehrere Unterrichtsvideos, daneben veröffentlichte er mehrere Bücher und schrieb Artikel für das Keyboard Magazine und das Piano Today Magazine.
Neben zahlreichen Alben als Sideman (u. a. mit Frank Sinatra, Stan Getz, Woody Herman, Dizzy Gillespie, Chick Corea, Lionel Hampton, Michael Brecker und Elvin Jones) nahm LaVerne etwa vierzig Alben als Solist und Bandleader auf. Ab den 2000er-Jahren arbeitete der Pianist weiterhin mit Musikern wie Jamey Aebersold, Tim Hagans, Conrad Herwig, Ryan Kisor, Jerry Bergonzi und Jim Snidero. Im Bereich des Jazz war er laut Tom Lord zwischen 1973 und 2018 an 148 Aufnahmesessions beteiligt.

## Diskographische Hinweise
- Another World mit Billy Hart, Mike Richmond, 1977
- Captain Video mit Bob Magnusson, Shelly Manne, 1981
- Plays the Music of Chick Corea mit John Abercrombie, Chick Corea, Mark Egan, Sherman Foote, Danny Gottlieb, Marc Johnson, 1981
- Liquid Silver mit John Abercrombie, Jennifer Cowles, Amy Dulsky, Peter Erskine, Eddie Gómez, Sebu Sirinian, Patricia Smith, 1984
- Jazz Piano Lineage mit Biréli Lagrène, 1988
- Frozen Music 1989
- Fountainhead mit Dave Samuels, 1989
- Natural Living mit John Abercrombie, 1989
- Standard Eyes mit Anton Fig, Steve LaSpina, 1990
- Severe Clear mit Anton Fig, Tim Hagans, Rick Margitza, 1990
- Pleasure Seekers mit John Patitucci, Bob Sheppard, Dave Weckl, 1991
- Buy One, Get One Free, Soloalbum, 1992
- Double Standard mit Billy Drewes, Gregory Hutchinson, Steve LaSpina, 1993
- Live at Maybeck Recital Hall, Vol. 28 (Andy Laverne at Maybeck), Soloalbum, 1993
- Glass Ceiling mit Anton Fig, Steve LaSpina, 1993
- Universal Mind mit Richie Beirach, 1993
- Spirit of '76 mit Jerry Bergonzi, Jeff Brillinger, Mike Richmond, Bill Washer, 1994
- Time Well Spent mit Al Foster, George Mraz, 1994
- In the Mood for a Classic, Soloalbum, 1994
- Serenade to Silver mit Billy Drummond, Tim Hagans, Steve LaSpina, Rick Margitza, 1994
- Tadd's Delight, Soloalbum, 1995
- First Tango in New York mit Steve LaSpina, Joe Lovano, Bill Stewart, 1995
- Bud's Beautiful mit Billy Hart, Peter Washington, 1996
- Where We Were [live] mit John Abercrombie, 1996
- Four Miles mit Randy Brecker, Al Foster, George Mraz, 1997
- Stan Getz in Chappaqua mit Don Braden, Danny Gottlieb, Steve LaSpina, Dave Stryker, 1997
- Between Earth & Mars mit Dave Samuels, Jay Anderson, 1998
- Time 2000
- Know More mit Jay Anderson, Billy Hart, 2001
- True Colors 2001
- Pianissimo mit Jay Anderson, Rich Perry, Matt Wilson, 2002
- Epiphany 2004
- Process of Illumination 2004
- All Ways 2005
- Peace of Mind 2006
- Time to Dream 2006
- Intelligent Design mit Danny Gottlieb, Gary Versace, 2007

## Videos
- Andy LaVerne’s Guide to Modern Jazz Piano, Vol. 1
- Andy LaVerne’s Guide to Modern Jazz Piano, Vol. 2
- Jazz Piano Standards
- John Abercrombie and Andy LaVerne in Concert